# Support (Dienstleistung)
Der Support (Anglizismus, von engl. to support „unterstützen“) ist eine lösungsorientierte Beratungstätigkeit, beispielsweise in einem Callcenter oder Helpdesk. Insbesondere in der IT-Branche ist Support ein übliches Synonym für die Kundenbetreuung. Innerhalb von Unternehmen, die eher vertriebs- und marketingorientiert ohne eigene Entwicklung arbeiten, stellt der Support auch die technische Kompetenz bei der Formulierung von Produktspezifikationen und für Messen und ähnliche Fachpräsentationen. Die gegenseitige Unterstützung von Betroffenen innerhalb von Selbsthilfegruppen wird peer support genannt.

## Klassifikation
Die Tätigkeit wird mitunter grob in die zwei Gebiete „Kundendienst“ (engl. customer service, vorwiegend nicht-technische Fragen) und „technische Unterstützung“ (engl. technical support) unterteilt.
Ziel ist die Bearbeitung und Lösung von Anfragen (Tickets) interner oder externer Kunden vor Ort via E-Mail, Live-Support-System, Telefon, Fernwartungssoftware oder anderen Kommunikationsmitteln. Zahlreiche Softwarehersteller bieten Produkte zur Organisation von Arbeitsabläufen der Kundenbetreuung an, sogenannte Issue-Tracking-Systeme.
Die zeitliche Verfügbarkeit der Dienstleistung kann in verschiedenen Stufen gewährt werden, beispielsweise „12 × 5“ (während zwölf Stunden an fünf Arbeitstagen) oder „24 × 7“ (24 Stunden, an allen sieben Wochentagen). Außerhalb lokaler Arbeitszeiten muss der Dienst gegebenenfalls durch Mitarbeiter in anderen Zeitzonen oder über Rufbereitschaft sichergestellt werden.

## Priorität
Für die Einschätzung der Priorität gibt es kein einheitliches System. Im ITIL-Bereich richtet sich die Priorität nach dem Schaden, der dem Unternehmen durch eine Störung entsteht oder entstehen könnte. Es sollte für die Dienstleistung eine für die Beteiligten realistische und akzeptierte Prioritätendefinition zwischen dem Dienstleister und dem Leistungsempfänger erarbeitet werden, die bei Störungen als Richtlinie herangezogen wird. Bei komplexeren Berechnungen werden oft Dringlichkeit, Auswirkung und berechnete Werte gegen festgelegte „Service-Kennzahlen“ mit einbezogen.
Diese Definition wird oft in einem Wartungsvertrag (engl.: “Service-Level-Agreement”) schriftlich fixiert und mit entsprechenden Bedingungen und Pflichten verknüpft. Ein Beispiel:
S1Eine Dienstleistung steht für eine Gruppe von Personen nicht zur Verfügung, was diese Gruppe nachhaltig an der Ausübung ihrer Arbeit hindert. Schaden für das Geschäft kritisch. Priorität sehr hoch. Lösungszeit-Vorgabe: eine Stunde.
S2Teilbereiche der Dienstleistung stehen nicht zur Verfügung, und die Arbeitsfähigkeit mehrerer Personen ist teilweise eingeschränkt. Die Personen können aber beschränkt weiterarbeiten. Schaden für das Geschäft hoch. Priorität hoch. Lösungszeit-Vorgabe: zwei Stunden.
S3Eine Dienstleistung steht für eine einzelne Person nicht zur Verfügung, was den Hilfesuchenden vollständig an seiner Arbeit hindert. Schaden für das Geschäft mittel. Priorität mittel. Lösungszeit-Vorgabe: drei Stunden.
S4Teilbereiche der Dienstleistung stehen nicht zur Verfügung, und die Arbeitsfähigkeit einer einzelnen Person ist teilweise eingeschränkt. Die Person kann weiterarbeiten. Schaden für das Geschäft gering. Priorität niedrig. Lösungszeit-Vorgabe: definiert.
Die tatsächliche Lösungszeit kann je Tätigkeit erheblich von den im Beispiel genannten Service Level Agreements abweichen. Der Hilfesuchende wird eventuell auch gebeten, seinem Problem eine persönlich empfundene Dringlichkeit zuzuordnen, damit der Kundendienst zeitliche Maßnahmen bei konkurrierend auftretenden Störungen gleicher Priorität besser planen kann.
Die Zeit bis zur ersten Reaktion wird Reaktionszeit und die Zeit bis zur Behebung des Problems Entstörzeit genannt. Diese Zeiten können ebenfalls Gegenstand eines Wartungsvertrages sein.

## Kompetenzen-Aufteilung
Zur Differenzierung von Kompetenzen ist der Kundendienst oft hierarchisch aufgeteilt. In den meisten Fällen kommt ein dreistufiges System zum Einsatz:
- Der First-Level-Support (auch: Helpdesk) ist die erste Anlaufstelle für alle eingehenden Unterstützungsfragen. Der Mitarbeiter ist für deren vollständige Erfassung inklusive aller erforderlichen Zusatzinformationen zuständig und bearbeitet sie nach seinem Kenntnisstand weitestgehend selbstständig. Ziele sind die Vorauswahl der Probleme und das schnelle Lösen einer möglichst großen Anzahl, was durch Zuhilfenahme von Wissensdatenbanken ermöglicht werden kann. Unterstützung erhält der First-Level-Support durch den Second-Level-Support.
- Der Second-Level-Support unterstützt den First-Level-Support, sowohl durch Weiterbildung am Arbeitsplatz (engl.: training-on-the-job) als auch durch Übernahme komplexerer Anfragen. Neu erarbeitete Lösungen werden in Wissensdatenbanken eingepflegt, um das Wissen für den First-Level-Support nutzbar zu machen. Übersteigt die Komplexität einer Anfrage das Know-how oder die technischen Möglichkeiten des Second-Level-Supports, so wird diese an den Third-Level-Support weitergeleitet („eskaliert“). Auch Tickets, deren Lösung einen Eingriff in die Programmlogik oder in Daten der Datenbank erfordert, werden an den Third-Level-Support weitergeleitet.
- Der Third-Level-Support setzt sich aus Spezialisten einzelner Fachabteilungen oder des Herstellers zusammen und stellt so die höchste Eskalationsstufe innerhalb einer Support-Organisation dar.

Ein zweistufiges Modell könnte beispielsweise in Frontline/Frontoffice und Backline/Backoffice unterteilt werden.

## Long Term Support
Eine besondere Form der technischen Unterstützung ist die sogenannte „Langzeitunterstützung“ (engl.: long-term support, kurz: LTS; geleg. long-term release, kurz: LTR). Diese wird in der Software-Industrie verwendet und bezeichnet dort eine – bei den jeweiligen Herstellern – über das übliche Maß hinausgehende Versorgung einer Software mit Aktualisierungen, die üblicherweise nur zur Behebung von sicherheitskritischen Programmfehlern gedacht sind. Konkret kann das heißen, dass diese Aktualisierungen selbst bei Erscheinen eines neueren Versionszweiges noch entwickelt und angeboten werden.